# Magnolia cespedesii
Espèce
Synonymes
- Talauma  cespedesii Triana & Planch.

Statut de conservation UICN

 CR B1+2c : 
En danger critique
Magnolia cespedesii est une espèce de plantes à fleurs de la famille des Magnoliacées. C'est un arbre endémique de Colombie.

## Description
C'est un arbre.

## Répartition et habitat
Cette espèce est endémique de Colombie. Elle vit dans la forêt tropicale humide.